# Gonolobus barbatus
Gonolobus barbatus är en oleanderväxtart som beskrevs av Carl Sigismund Kunth. Gonolobus barbatus ingår i släktet Gonolobus och familjen oleanderväxter. Inga underarter finns listade i Catalogue of Life.